# Dagong Global Credit Rating
Dagong Global Credit Rating Co,Ltd (大公国际资信评估有限公司; pinyin: Dàgōng Guójì Zīxìn Pínggū Yǒuxiàn Gōngsī) es una agencia de calificación de riesgo china creada en 2009, dedicada a la elaboración y publicación periódica de calificaciones de riesgos de acciones y bonos. Tiene su sede central en Pekín y oficinas regionales en Shanghái, Anhui, Chongqing y otras importantes ciudades chinas.

## Presidencia de Dagong
El presidente de Dagong Global Credit Rating es Guan Jianzhong; quien señala que el actual sistema de calificación occidental utilizado por las grandes empresas de rating (Moody's, S&P y Fitch Group) tienen la culpa de la crisis global y los problemas de Europa ya que proporcionaría información incorrecta sobre la calificación crediticia y no refleja las condiciones cambiantes.

### Dagong Credit Management School
La Escuela de Administración de Crédito Dagong (Dagong Credit Management School) fue cofundada por la Universidad de economía y finanzas de Tianjin (chino simplificado: 天津财经大学, pinyin: tiān jīn cái jīn dà xué, inglés: Tianjin University of Finance and Economics, TUFE) y Dagong Global Credit Rating Co., Ltd., siendo la primera institución educativa superior en China para la educación de profesionales en la calificación de riesgos.

## Sistema de calificaciones
Los códigos que utiliza esta agencia para calificar la solvencia y estabilidad son:
- Para operaciones a largo plazo

- Inversiones estables

AAA: La más alta calificación de una compañía, fiable y estable.
AA: Compañías de gran calidad, muy estables y de bajo riesgo.
A: Compañías a las que la situación económica puede afectar a la financiación.
BBB: Compañías de nivel medio que se encuentran en buena situación en el momento de ser calificadas.
- Inversiones de riesgo o especulativas

BB: Muy propensas a los cambios económicos
B: La situación financiera sufre variaciones notables.
CCC: Vulnerable en el momento y muy dependiente de la situación económica
CC: Muy vulnerable, alto nivel especulativo.
C: extremadamente vulnerable con riesgo de impagos
- Para operaciones a corto plazo

A-1: El emisor de deuda tiene plena capacidad para responder del débito.
A-2: El emisor de deuda tiene capacidad para responder del débito aunque el bono es susceptible de variar frente a situaciones económicas adversas.
A-3: Las situaciones económicas adversas pueden condicionar la capacidad de respuesta del emisor de deuda.
B: Importante nivel especulativo.
C: Muy especulativo y de dudosa capacidad de respuesta del emisor de deuda.
D: De imposible cobro.
En todos los casos, el símbolo [+] añadido tras la calificación (por ejemplo BBB++ y hasta un máximo de tres símbolos), sirve para evaluar situaciones intermedias, entendiéndose que a más símbolos positivos, más cerca se encuentra la calificación del nivel superior siguiente.